# Kongo (2010)
Kongo ist ein Fernsehfilm des Regisseurs Peter Keglevic aus dem Jahr 2010. In der Hauptrolle verkörpert Maria Simon den Feldjäger-Offizier Nicole Ziegler, die im Kongo ihren ersten Auslandseinsatz hat und beauftragt wurde, vor Ort den vermeintlichen Suizid eines deutschen Soldaten aufzuklären.

## Handlung
Oberleutnant Nicole Ziegler absolviert in der Republik Kongo nicht nur ihren ersten Einsatz im Ausland, sondern sie soll auch der Frage nachgehen, wieso sich dort ein Soldat der Bundeswehr umgebracht hat. Sie wagt es des Öfteren, dem Kompaniechef des dort stationierten Kontingents, Hauptmann Kosak, die Stirn zu bieten. Bereits zu Beginn macht sie ihm klar, dass sie nicht vorhat, einen oberflächlichen Todesbericht des Soldaten abzugeben. Vielmehr ist sie fest entschlossen, die genauen Umstände des Suizids zu erforschen und in ihrem Bericht im Detail abzubilden.
Hauptmann Kosak erklärt sich nach anfänglichen Streitigkeiten dazu bereit, Nicole bei ihren Ermittlungen behilflich zu sein. Gemeinsam versuchen sie, den vermeintlichen Suizid des Soldaten aufzuklären. Dabei scheint es im Rahmen des Möglichen zu liegen, dass eventuell ein Mord an dem Soldaten vertuscht werden sollte.
Im Laufe ihrer Nachforschungen findet Nicole ein Video auf dem Handy des toten Soldaten, auf dem zu sehen ist, wie ein einheimisches Kind durch eine Gewehrkugel eines deutschen Soldaten, welche ihm von vorne ins Gesicht geschossen wird, ums Leben kommt.
Es stellt sich heraus, dass das Erschießungsvideo an einem Ort gedreht wurde, der etwa zwei Stunden Fahrtzeit vom Kompaniestützpunkt entfernt liegt. Nicole begibt sich gemeinsam mit Hauptmann Kosak und den beiden beteiligten Soldaten, Feldwebel Marco Bogner und dem Hauptgefreiten Philip Althaus, auf die Reise zu dem Dorf, die an dem betreffenden Tag gemeinsam mit dem toten Feldwebel dort anwesend waren. Vor Ort ist nicht viel zu erfahren, jedoch treffen sie auf eine emotional erschütterte Dorfbewohnerin, die gegenüber der Sprachmittlerin Noëlle die Aussage tätigt, dass kurze Zeit, nachdem die Deutschen in Dorf waren, ihre Kinder von einer einheimischen radikalisierten Gewaltgruppe getötet wurden.
Auf der Rückfahrt zum Stützpunkt, auf der Hauptmann Kosak gemeinsam mit den beiden beteiligten Soldaten alleine in einem Jeep sitzt, fragt er die beiden eindringlich, ob sie das Erschießungsvideo gedreht haben, worauf er von beiden keine Antwort erhält. Dadurch wird ihm klar, dass das Video tatsächlich von ihnen gedreht wurde und er schlägt in seiner Wut und Rage über diesen Umstand, mehrfach auf das Armaturenbrett, jedoch ohne sich auf der Rückfahrt weiter dazu zu äußern.
Zurück im Stützpunkt angekommen, erfährt Nicole vom Standortkommandeur, dass er die deutsche Staatsanwaltschaft von dem Erschießungsvideo und den Verdachtsmomenten gegen die eigenen Soldaten telefonisch in Kenntnis gesetzt hat. Des Weiteren teilt er Nicole mit, dass ihre Nachforschungen im Camp der Moral der Truppe abträglich sind. Ein neues Ermittlungsteam wird aus Deutschland anreisen, dann kann sie ihre Ermittlungen abbrechen und nach Deutschland zurückkehren. Aber Nicole reklamiert, dass sie es nicht akzeptieren wird, wenn ein neues Team ihre Ermittlungen übernimmt und dabei vermutlich weniger „unbequeme“ Fragen stellen wird, um den Fall dann schnellstmöglich abschließen zu können. Nicole schlägt dem Kommandeur vor, dass sie außerhalb des Lagers, ohne Beachtung ihres militärischen Ranges, weitere Ermittlungen anstellen wird. Dies lehnt der Kommandeur ab, da er solch ein Vorgehen nicht verantworten kann. In einem amtlichen Ton teilt er ihr sodann mit, dass ihr Auftrag vor Ort ab sofort beendet ist.
Darauf trifft sich Nicole in Zivilkleidung mit der Sprachmittlerin Noëlle und teilt ihr ihren Wunsch mit, außerhalb des Lagers mehr zu erfahren. Darauf verlassen beide das Lager. Unter argwöhnischen Blicken der Soldaten setzen sich die beiden in einen alten Renault 4 und fahren los. Nach einer langen Autofahrt durch unwegsames Gelände gelangen sie zu einem Dorf, wo sie die Cousine der Sprachmittlerin treffen. Sie war bei unmittelbar dabei, als das Erschießungsvideo gedreht wurde; ihre Stimme ist auf dem Video zu hören. Sie berichtet, dass die deutschen Soldaten in ihrer Gegend eigentlich immer nur Gutes getan haben. Bis zu dem Vorfall vor zwei Wochen, als Marco, Rene und Philip zwei einheimische Kinder in einer leer stehenden Hütte festgenommen haben. Die beiden Kinder standen unter dem dringenden Verdacht, dass sie der radikalisierten Gruppe angehören, die die eigenen Leute tyrannisiert. Eugene, so der Name des Jungen, der erschossen wird, beteuert vor den Soldaten, dass „Crocodile“ (der Name der radikalisierten Gruppe) die Soldaten in Elefanten verwandeln wird und diese die Gruppe niemals werden ausfindig machen können. Dann beginnt der Junge ein Gebet und der Schuss löst sich, der ihn umgehend tödlich trifft. Die Cousine der Sprachmittlerin sagt gegenüber Nicole aus, dass Feldwebel Rene den Jungen erschossen hat. Des Weiteren sagt sie aus, dass sie unmittelbar nach dem Schuss den anderen Jungen an die Hand genommen hat und mit ihm aus dem Dorf flüchtete.
Nicole bittet die Cousine der Sprachmittlerin, ihre Aussage in einem offiziellen Protokoll zu bestätigen, damit die Straftat entsprechend geahndet werden kann. Dies lehnt sie ab.
Doch nun erscheint Patrice in der Handlung, der andere Junge, der damals von den deutschen Soldaten in der Hütte festgehalten wurde. Die Sprachmittlerin fragt Nicole, ob seine Aussage dazu führen wird, dass die straffällig gewordenen Soldaten nach Hause zurückgeschickt werden. Nicole bestätigt das, jedoch möchte die Sprachmittlerin Patrice nicht zu einer Aussage im deutschen Camp nötigen, da sie es als nicht sicher erachtet. Nicole stimmt zu, dass seine Aussage außerhalb des deutschen Lagers in einer Dorfschule, protokolliert wird.
Zurück im Lager bittet Nicole Hauptmann Kosak um Unterstützung bei der Protokollierung der Aussage, die außerhalb des Camps geschehen soll. Dieser lehnt konsequent ab und erinnert Nicole daran, dass ihr Ermittlungsauftrag vor Ort beendet ist. Daraufhin wird Nicole bei dem Standortkommandeur in seinen privaten Räumen vorstellig. Dieser gießt Nicole zunächst ein alkoholisches Getränk ein, um mit ihr gemeinsam anzustoßen. Im weiteren Verlauf wird deutlich, dass der Kommandeur auch ein privates Interesse an Nicole hat. Dies lehnt sie aber geschickt ab und bittet um sicherheitstechnische Unterstützung bei der Befragung des Jungens in der Dorfkirche. Der Kommandeur willigt ein.
Gemeinsam mit Hauptmann Kosak, der wohl vom Standortkommandeur dazu verpflichtet wurde, die Gruppe zu bewachen, und weiteren Soldaten macht sich Nicole auf den Weg zur Dorfkirche. Die Gruppe fährt mit drei bewaffneten Jeeps der Bundeswehr durch das unwegsame Gelände. Im Dorf angekommen, ist Nicole über den Umstand überrascht, dass sich dort bereits mehrere Scharfschützen verschanzt haben, um die Sicherheit der Gruppe zu gewährleisten.
Vom Hauptmann Kosak wird Nicole vor Ort darüber in Kenntnis gesetzt, dass der Auftrag der eingesetzten Kräfte nicht länger als Sicherung der Gruppe definiert ist, vielmehr haben die Soldaten den Auftrag, die Sprachmittlerin und Patrice festzunehmen, da die beiden in Verdacht stehen, der radikalisierten Gruppe anzugehören und Nicole und das Ermittlerteam nur beabsichtigt, in einen Hinterhalt zu locken.
Umgehend ergreift Nicole ihr privates Handy und ruft den Standortkommandeur an, der jedoch absichtlich nicht den Hörer abnimmt. Nicole sieht sich einer ausweglosen Lage ausgesetzt und vermutet, dass das Bundeswehrkommando die Sprachmittlerin und Patrice noch vor Ort erschießen werden. Nicole zieht vor den Augen des Hauptmanns Kosak ihre Schutzweste aus und eilt zur Dorfkirche, dort, wo vereinbart wurde, das Protokoll zu führen. Dort trifft sie die beiden und teilt ihnen mit, dass sich der Auftrag des Bundeswehrkommandos geändert hat. Daraufhin flieht Patrice aus der Kirche und wird umgehend von den Scharfschützen getötet. Die Sprachmittlerin entreißt sich Nicoles Umarmung und flieht in den Dschungel. Nicole läuft ihr nach, kommt im unwegsamen Gelände zu Fall und wird auf der Stelle bewusstlos. Als sie bei Sonnenlicht erwacht, nähert sich ihr ein bewaffneter, einheimischer Kämpfer. In Todesangst versetzt, zieht Nicole ihre Dienstwaffe und feuert in Panik mehrere Schüsse in schneller Folge in die Luft, woraufhin der potentielle Angreifer flüchtet. Als die Lage sich beruhigt hat und Nicole über keine Munition mehr verfügt, erscheint Hauptmann Kosak unvermittelt aus dem Hintergrund und trägt Nicole auf seinen Schultern aus dem Gefahrengebiet heraus.
Zurück im deutschen Lager wird Nicole erneut beim Standortkommandeur vorstellig und gibt ihren Abschlussbericht ab. Auf die Frage von dem Kommandeur, ob ihr Bericht an die Öffentlichkeit gelangen soll, antwortet Nicole, dass der Bericht die Wahrheit an den Tag bringen wird. Daraufhin macht der Kommandeur ihr deutlich, dass es nicht auf diese eine Wahrheit ankommt. Vielmehr dreht es sich darum, dass im Kongo Krieg herrscht und es keinem einen Nutzen bringen würde, wenn die Bundeswehr Schwächen zeigen würde. Daraufhin verlässt Nicole wortlos den Raum.
Die Handlung des Films endet, indem Kommandeur Lonsky auf sein Diktiergerät eine entschärfte Version des Tatumstandes spricht, indem er sagt, dass der Tod des Feldwebels Renz mit an Sicherheit grenzender Wahrscheinlichkeit auf eine Depressionsstörung zurückzuführen ist. Die wahren Todesumstände des Unteroffiziers Renz bleiben demnach im Dunkeln.

## Produktion
Christian Granderath produzierte den Film für teamWorx im Auftrag des ZDF. Gedreht wurde im Oktober und November 2009 in Port St. Johns und Kapstadt in Südafrika.

## Veröffentlichung
Kongo wurde am 28. Juni 2010 auf dem Filmfest München erstmals gezeigt. Die Erstausstrahlung im deutschen Fernsehen war am 18. Oktober 2010 im ZDF und erreichte 3,96 Mio. Zuschauer sowie einen Marktanteil von 11,9 Prozent.

## Kritiken
TV Spielfilm konstatiert: „Heikel: Ohne Schwarz-Weiß-Malerei stellt der (fiktive) Militärkrimi die Frage nach dem Sinn solcher Einsätze“. Das Fazit der Programmzeitschrift lautet: „Geht dahin, wo's wehtut: herausragend!“
Rainer Tittelbach resümiert: „Die Geschichte ist fiktiv, basiert auf Gesprächen mit Soldaten“. Der Schlusssatz des Filmkritikers lautet: „Der Film wirbt leise um Verständnis für den Menschen. Er ist packend, psychologisch und filmisch perfekt. Ein Top-5-Film 2010“.

## Auszeichnungen
Christian Granderath erhielt für Kongo beim Filmfest München 2010 den Bernd Burgemeister Fernsehpreis für die Produktion des besten Fernsehfilms im Programm des Festivals. Der Film war zudem für den Grimme-Preis 2011 und die Wettbewerbe des Fernsehfilmfestivals Baden-Baden 2010 nominiert.